# Boglárka Kapás
Boglárka Kapás (Debrecen, 2 aprile 1993) è una nuotatrice ungherese.

## Palmarès
- Giochi olimpici

Rio de Janeiro 2016: bronzo negli 800m sl.
- Mondiali

Kazan 2015: bronzo nei 1500m sl.
Gwangju 2019: oro nei 200m farfalla.
- Europei

Debrecen 2012: oro negli 800m sl.
Berlino 2014: argento nei 1500m sl, bronzo negli 800m sl e nella 4x200 sl.
Londra 2016: oro nei 400m sl, negli 800m sl, nei 1500m sl e nella 4x200m sl.
Glasgow 2018: oro nei 200m farfalla.
Budapest 2020: oro nei 200m farfalla, argento nella 4x200m sl, bronzo nei 400m sl.
Belgrado 2024: bronzo nei 200m farfalla.
- Europei in vasca corta

Eindhoven 2010: argento negli 800m sl.
Netanya 2015: argento negli 800m sl e bronzo nei 400m sl.
Copenaghen 2017: oro nei 400m sl e argento negli 800m sl.
- Giochi olimpici giovanili

Singapore 2010: oro nei 400m sl e nei 200m farfalla e argento nei 200m sl.
- Europei giovanili

Praga 2009: argento nei 200m farfalla.

## International Swimming League
| Stagione 2019 | Stagione 2020     | Stagione 2021   |
| ------------- | ----------------- | --------------- |
| London Roar   | New York Breakers | Energy Standard |